# Логасьёган
Логасьёган (устар. Логась-Юган) — река в России, протекает по Шурышкарскому району Ямало-Ненецкого автономного округа. Устье реки находится в 46 км по правому берегу реки Куноват. Длина реки составляет 222 км, площадь водосборного бассейна 4090 км².
Образуется слиянием правой составляющей реки Ай-Логасьёган и левой — Ун-Логасьёган. Высота истока — 24 м над уровнем моря.

## Притоки
(км от устья)
- Сумытсоим (пр)
- Ульсоим (пр)
- Варсынгъёган (лв)
- 46 км: Лонтынгъёган (пр)
- 83 км: Хотынгкалдэм-Ёган (пр)
- 123 км: Айёган (пр)
- 128 км: Толсанъёган (лв)
- 138 км: Рапъёган (пр)
- 157 км: Харъёган (пр)
- сток из озера Самлор (пр)
- 167 км: Тунгъёган (лв)
- 178 км: Куроланъёган (пр)
- Пивасоим (лв)
- Сэсынгъёган (пр)
- Леймутсоим (пр)
- 208 км: Нюрымсоим (лв)
- 222 км: Ай-Логасьёган (пр)
- 222 км: Ун-Логасьёган (лв)

## Данные водного реестра
По данным государственного водного реестра России относится к Нижнеобскому бассейновому округу, водохозяйственный участок реки — Обь от впадения реки Северная Сосьва до города Салехард, речной подбассейн реки — бассейны притоков Оби ниже впадения Северной Сосьвы. Речной бассейн реки — (Нижняя) Обь от впадения Иртыша.
Код объекта в государственном водном реестре — 15020300112115300022959.